# Communauté de communes de la Région de Signy-le-Petit
La communauté de communes de la Région de Signy-le-Petit est une ancienne communauté de communes française, située dans le département des Ardennes et la région Champagne-Ardenne.
Elle a fusionné avec la Communauté de communes de la Thiérache Ardennaise pour former, le 31 décembre 2013, la nouvelle Communauté de communes Ardennes Thiérache.

## Territoire communautaire

### Composition
Elle était composée des communes suivantes :
1. Auge
2. Auvillers-les-Forges
3. Brognon
4. Éteignières
5. Fligny
6. La Neuville-aux-Joûtes
7. Neuville-lez-Beaulieu
8. Signy-le-Petit
9. Tarzy